# Seconda Categoria 1907
Il campionato italiano di football di Seconda Categoria del 1907 fu il quarto campionato di calcio per seconde squadre a venir disputato in Italia. Fu ciononostante vinto dalla formazione titolare della Pro Vercelli.
Il torneo, cui partecipavano le riserve delle squadre di Prima Categoria, assunse infatti ancor più una marcata natura ibrida, aggiungendo all'originario spirito di torneo per le riserve quello di banco di prova per le squadre provinciali che, essendo meno a contatto per motivi economici con i commercianti e sportivi inglesi, venivano considerate ipso facto più deboli, nonché per le compagini emergenti delle grandi città.

## Stagione

### Formula
Sullo stesso modello della Prima Categoria, il titolo doveva disputarsi in un girone finale cui si qualificava una rappresentante per Regione, a sua volta designata da una poule fra squadre provinciali e metropolitane.
Per le squadre composte dalle riserve della Prima Categoria, che in questa stagione rappresentarono solo la metà dell'organico, era fatto divieto di schierare giocatori che avessero giocato due partite con la prima squadra.

### Avvenimenti
Il primo girone a concludersi fu quello ligure-toscano, con la vittoria della Virtus Juventusque. Durante la gara di andata giocata a Livorno, il Genoa II schierò cinque giocatori della prima squadra nonostante il relativo divieto, ma perse ugualmente per 2-0. Il ritorno, giocato due settimane dopo a Genova, vide le due formazioni pareggiare per 3-3, con la Virtus che fu costretta a chiudere in dieci, dato che un giocatore risultò non regolarmente tesserato e un altro fu costretto ad abbandonare il campo durante l'incontro.
Il girone piemontese fu vinto dalla Pro Vercelli, in un ribaltamento speculare dei risultati dell'anno precedente: la compagine vercellese vinse entrambi gli incontri, esattamente come la Juventus II vinse entrambi gli incontri del 1906. Il girone lombardo, dopo un equilibrato triangolare cittadino, si risolse a favore dell'US Milanese II perché gli avversari bergamaschi furono costretti a dare forfait per una trasferta a Chiasso precedentemente programmata.
Pro Vercelli e Virtus Juventusque si affrontarono a Livorno il 7 aprile 1907 per la prima giornata delle finali vinta per 3-0 dalla formazione piemontese. In seguito alla sconfitta casalinga, i toscani decisero di rinunciare alla gara seguente, prevista per la settimana successiva a Milano, e si ritirarono dal torneo. Il titolo fu dunque attribuito dopo le ultime due gare che si tennero il 21 aprile a Milano e il 5 maggio a Vercelli: l'andata si concluse sull'1-1, mentre il ritorno vide una netta affermazione per 3-1 della Pro Vercelli, che si sentì quindi in grado di iscriversi al successivo campionato di Prima Categoria.

## Partecipanti
Squadre riserve
- Genoa II
- Juventus II
- Torino II
- Milan II
- US Milanese II

Squadre titolari
- Virtus Juventusque
- Virtus Torino [2]
- Pro Vercelli
- Ausonia [3]
- F.C. Bergamo

## Risultati

### Eliminatorie

#### Liguria e Toscana
| Arbitro: | Charmichael |

|   |           |  |
| ? | Marcatori |  |

| Genova 3 febbraio 1907 Ritorno        | Genoa II  | 3 – 3 | Virtus Juventusque | Campo Sportivo di Ponte Carrega |
| \| \| \| \| \| ? \| Marcatori \| ? \| |           |       |                    |                                 |
|                                       |           |       |                    |                                 |
| ?                                     | Marcatori | ?     |                    |                                 |

- Virtus Juventusque qualificata al girone finale.

#### Piemonte

##### Girone torinese
| Squadra       | Pt | G | V | N | P | GF | GS | DR |
| ------------- | -- | - | - | - | - | -- | -- | -- |
| Juventus II   | 4  | 2 | 2 | 0 | 0 | 4  | 0  | +4 |
| Virtus Torino | 2  | 2 | 1 | 0 | 1 | 2  | 3  | -1 |
| Torino II     | 0  | 2 | 0 | 0 | 2 | 0  | 3  | -3 |

| Torino 20 gennaio 1907 Eliminatoria torinese - 1ª partita | Torino II | 0 – 1 referto | Juventus II | Velodromo Umberto I |
| \| \| \| \| \| \| Marcatori \| Collino \|                 |           |               |             |                     |
|                                                           |           |               |             |                     |
|                                                           | Marcatori | Collino       |             |                     |

| Torino 3 marzo 1907, ore 15:00 CET Eliminatoria torinese - 2ª partita | Juventus II | 3 – 0 | Virtus Torino | Campo di Piazza d'Armi di Torino |
| \| \| \| \| \| Armano II ? \| Marcatori \| \|                         |             |       |               |                                  |
|                                                                       |             |       |               |                                  |
| Armano II ?                                                           | Marcatori   |       |               |                                  |

| Torino 10 marzo 1907 Eliminatoria torinese - 3ª partita | Virtus Torino | 2 – 0 (tav.) | Torino II | Campo di Piazza d'Armi di Torino |

##### Finale piemontese
| Vercelli 17 marzo 1907, ore 15:00 CET Andata | Pro Vercelli | 2 – 0 | Juventus II | Piazzale Conte di Torino |
| \| \| \| \| \| ? \| Marcatori \| \|          |              |       |             |                          |
|                                              |              |       |             |                          |
| ?                                            | Marcatori    |       |             |                          |

| Arbitro: | Camperio (Milano) |

|  |           |              |
|  | Marcatori | 44’ Visconti |

- Pro Vercelli qualificata al girone finale.

#### Lombardia

##### Girone milanese
| Squadra        | Pt | G | V | N | P | GF | GS | DR |
| -------------- | -- | - | - | - | - | -- | -- | -- |
| US Milanese II | 3  | 2 | 1 | 1 | 0 | 7  | 6  | +1 |
| Milan II       | 2  | 2 | 0 | 2 | 0 | 5  | 5  | 0  |
| Ausonia        | 1  | 2 | 0 | 1 | 1 | 5  | 6  | -1 |

| Milano 20 gennaio 1907 Eliminatoria milanese - 1ª partita | Milan II  | 3 – 3 referto | US Milanese II | Campo Milan di Porta Monforte |
| \| \| \| \| \| ? \| Marcatori \| ? \|                     |           |               |                |                               |
|                                                           |           |               |                |                               |
| ?                                                         | Marcatori | ?             |                |                               |

| Milano 3 marzo 1907 Eliminatoria milanese - 2ª partita | US Milanese II | 4 – 3 | Ausonia | Campo di via Comasina |
| \| \| \| \| \| ? \| Marcatori \| ? \|                  |                |       |         |                       |
|                                                        |                |       |         |                       |
| ?                                                      | Marcatori      | ?     |         |                       |

| Arbitro: | Magni (Milano) |

|   |           |   |
| ? | Marcatori | ? |

##### Finale lombarda
| Bergamo 17 marzo 1907 Andata          | F.C. Bergamo | 1 – 2 | US Milanese II |  |
| \| \| \| \| \| ? \| Marcatori \| ? \| |              |       |                |  |
|                                       |              |       |                |  |
| ?                                     | Marcatori    | ?     |                |  |

| Milano 7 aprile 1907 Ritorno | US Milanese II | 2 – 0 (tav.) | F.C. Bergamo |  |

- US Milanese II qualificata al girone finale.

### Girone finale
| Squadra            | Pt | G | V | N | P | GF | GS | DR |
| ------------------ | -- | - | - | - | - | -- | -- | -- |
| Pro Vercelli       | 5  | 3 | 2 | 1 | 0 | 7  | 2  | +5 |
| US Milanese II     | 3  | 3 | 1 | 1 | 1 | 4  | 4  | 0  |
| Virtus Juventusque | 0  | 2 | 0 | 0 | 2 | 0  | 5  | -5 |

| Livorno 7 aprile 1907 Girone Finale - 1ª partita      | Virtus Juventusque | 0 – 3               | Pro Vercelli |  |
| \| \| \| \| \| \| Marcatori \| Bertinetti Visconti \| |                    |                     |              |  |
|                                                       |                    |                     |              |  |
|                                                       | Marcatori          | Bertinetti Visconti |              |  |

| Milano 14 aprile 1907 Girone Finale - 2ª partita | US Milanese II | 2 – 0 (tav.) | Virtus Juventusque |  |

| Milano 21 aprile 1907 Girone Finale - 3ª partita | US Milanese II | 1 – 1 | Pro Vercelli |  |
| \| \| \| \| \| ? \| Marcatori \| ? \|            |                |       |              |  |
|                                                  |                |       |              |  |
| ?                                                | Marcatori      | ?     |              |  |

- Causa ritiro della Virtus dal torneo, e stante la situazione di classifica, il campionato si risolse direttamente nell'ultima partita in programma a Vercelli.

| Vercelli 5 maggio 1907 Girone Finale - 4ª partita | Pro Vercelli | 3 – 1 | US Milanese II |  |
| \| \| \| \| \| ? \| Marcatori \| ? \|             |              |       |                |  |
|                                                   |              |       |                |  |
| ?                                                 | Marcatori    | ?     |                |  |

| Pro Vercelli Campione d'Italia di Seconda Categoria 1907 |